# Acupalpus elegans
Acupalpus elegans es una especie de escarabajo del género Acupalpus, familia Carabidae. Fue descrita científicamente por Pierre François Marie Auguste Dejean en 1829.
Esta especie habita en Gran Bretaña, Francia, Bélgica, Países Bajos, Alemania, Austria, Chequia, Eslovaquia, Hungría, Polonia, Ucrania, Portugal, España
Italia, Malta, Eslovenia, Croacia, Yugoslavia, Macedonia del norte, Albania, Grecia, Bulgaria, Rumania, Moldavia, Marruecos, Argelia, Túnez, Libia, Egipto, Israel, Palestina, Jordán, Líbano, Siria, Chipre, Irak, Irán, islas Canarias, Georgia, Armenia, Azerbaiyán, Kazajistán, Uzbekistán, Turkmenistán, 
Kirguistán, Tayikistán, Afganistán y Rusia.